# Norwegische Meisterschaften in der Nordischen Kombination 2019/20

Norwegischer Skiverbund

Die norwegischen Meisterschaften in der Nordischen Kombination 2019/20 wurden an unterschiedlichen Orten ausgetragen. So wurde der Sprunglauf für die Sprints und die Gundersen-Wettkämpfe am 17. November 2019 in Falun ausgetragen, während der Langlauf eine Woche später in Beitostølen durchgeführt wurde. Die Massenstarts und Teamsprint-Wettbewerbe sollten zum Saisonabschluss zwischen dem 26. und 28. März in Lillehammer stattfinden, wurden jedoch durch den Norwegischen Sportverband Mitte März aufgrund der COVID-19-Pandemie abgesagt. Die Sprints gewannen Espen Bjørnstad und Marte Leinan Lund, während die Gundersen Einzel von Gyda Westvold Hansen und Harald Johnas Riiber gewonnen wurden.

## Ergebnisse Männer

### Sprint (K 90 / 5 km)
Der Sprint fand am 17. und 23. November 2019 statt. Der Sprunglauf wurde auf der Lugnet-Normalschanze in Falun veranstaltet, wohingegen die zwei Runden à 2500 Meter in Beitostølen gelaufen wurden. Für den Sprungdurchgang waren 55 Athleten gemeldet, jedoch gingen vier Sportler – darunter Titelverteidiger Jarl Magnus Riiber – nicht an den Start. Den besten Sprung zeigte der spätere Meister Espen Bjørnstad, während Espen Andersen die beste Laufzeit vorweisen konnte.
| Platz | Name                 | Verein            | Sprungpunkte | Laufzeit | Rückstand |
| ----- | -------------------- | ----------------- | ------------ | -------- | --------- |
| 01.   | Espen Bjørnstad      | Byaasen Skiklubb  | 128,5        | 13:23.8  |           |
| 02.   | Jørgen Graabak       | Byåsen IL         | 115,0        | 12:34.2  | +004.4    |
| 03.   | Einar Lurås Oftebro  | IL Jardar         | 116,0        | 12:44.7  | +009.9    |
| 04.   | Sindre Ure Søtvik    | Eldar IL          | 116,0        | 12:48.9  | +014.1    |
| 05.   | Espen Andersen       | Lommedalen IL     | 109,0        | 12:27.8  | +022.0    |
| 06.   | Kasper Moen Flatla   | IL Jardar         | 117,5        | 13:16.3  | +035.5    |
| 07.   | Jens Lurås Oftebro   | IL Jardar         | 109,5        | 12:48.3  | +040.5    |
| 08.   | Andreas Skoglund     | Molde og Omegn IF | 113,5        | 13:12.5  | +048.7    |
| 09.   | Harald Johnas Riiber | IL Heming         | 111,0        | 13:09.3  | +055.5    |
| 10.   | Aleksander Skoglund  | Molde og Omegn IF | 105,5        | 13:02.1  | +1:10.3   |

### Gundersen (K 90 / 10 km)
Der Einzelwettkampf nach der Gundersen-Methode fand am 17. und 24. November 2019 in Falun und Beitostølen statt. Es gingen 49 Athleten an den Start, wobei beim Langlauf nur noch 23 Sportler teilnahmen. Die beste Sprungleistung zeigte Kasper Moen Flatla, während Lars Buraas die beste Laufzeit vorweisen konnte. Norwegischer Meister wurde Harald Johnas Riiber.
| Platz | Name                  | Verein            | Sprungpunkte | Laufzeit | Rückstand |
| ----- | --------------------- | ----------------- | ------------ | -------- | --------- |
| 01.   | Harald Johnas Riiber  | IL Heming         | 112,0        | 24:49.9  | 25:31.9   |
| 02.   | Jens Lurås Oftebro    | IL Jardar         | 108,5        | 24:38.0  | +001.1    |
| 03.   | Sindre Ure Søtvik     | Eldar IL          | 109,5        | 24:43.2  | +003.3    |
| 04.   | Einar Lurås Oftebro   | IL Jardar         | 109,5        | 24:44.0  | +004.1    |
| 05.   | Espen Andersen        | Lommedalen IL     | 106,0        | 24:35.2  | +009.3    |
| 06.   | Kasper Moen Flatla    | IL Jardar         | 122,5        | 26:05.6  | +033.7    |
| 07.   | Andreas Skoglund      | Molde og Omegn IF | 104,5        | 24:54.6  | +034.7    |
| 08.   | Lars Buraas           | Hurdal IL         | 087,5        | 23:46.7  | +034.8    |
| 09.   | Leif Torbjørn Næsvold | Røykenhopp        | 101,0        | 25:01.5  | +055.6    |
| 10.   | Aleksander Skoglund   | Molde og Omegn IF | 088,0        | 24:13.0  | +059.1    |

## Ergebnisse Frauen

### Sprint (K 90 / 2,5 km)
Der Sprint fand am 17. und 23. November 2019 in Falun und Beitostølen statt. Es gingen neunzehn Athletinnen an den Start, von denen nur noch zehn am Langlauf teilnahmen. Norwegische Meisterin wurde Marte Leinan Lund, die bereits die beste Sprungleistung zeigte.
| Platz | Name                 | Verein                | Sprungpunkte | Laufzeit | Rückstand |
| ----- | -------------------- | --------------------- | ------------ | -------- | --------- |
| 01.   | Tara Geraghty-Moats  | Lebanon Outing Club   | 111,4        | 6:33.6   | 7:01.6    |
| 02.   | Marte Leinan Lund    | Tolga IL              | 125,9        | 7:17.8   | +016.2    |
| 03.   | Thea Minyan Bjørseth | Lensbygda Sportsklubb | 106,9        | 7:17.6   | +053.0    |
| 04.   | Hanna Midtsundstad   | Vaaler IL             | 093,9        | 6:53.9   | +056.3    |
| 05.   | Mari Leinan Lund     | Tolga IL              | 101,0        | 7:18.6   | +1:06.0   |

### Gundersen (K 90 / 5 km)
Der Einzelwettkampf in der Gundersen-Methode fand am 17. und 24. November 2019 in Falun und Beitostølen statt. Es kamen elf Athletinnen in die Wertung, darunter auch die ausländischen Athletinnen Tara Geraghty-Moats und Daniela Dejori. Den besten Sprung zeigte die Finnin Susanna Forsström, die jedoch nicht am Langlauf teilnahm. Norwegische Meisterin wurde Gyda Westvold Hansen.
| Platz | Name                 | Verein                | Sprungpunkte | Laufzeit | Rückstand |
| ----- | -------------------- | --------------------- | ------------ | -------- | --------- |
| 01.   | Tara Geraghty-Moats  | Lebanon Outing Club   | 098,0        | 12:49.3  | 13:01.3   |
| 02.   | Gyda Westvold Hansen | IL Nansen             | 103,0        | 14:03.9  | +1:02.6   |
| 03.   | Marte Leinan Lund    | Tolga IL              | 098,0        | 14:01.6  | +1:12.3   |
| 04.   | Thea Minyan Bjørseth | Lensbygda Sportsklubb | 098,0        | 14:16.0  | +1:26.7   |
| 05.   | Hanna Midtsundstad   | Vaaler IL             | 075,0        | 13:39.0  | +1:44.7   |